# Виноградовка (Грязинский сельсовет)
Виногра́довка — упразднённая деревня Грязинского сельсовета Грязинского района Липецкой области. Была расположена на правом берегу реки Матыра напротив деревни Нижняя Лукавка.
Была образована в 1918 году. По переписи 1926 года в деревне Грязинской волости Липецкого уезда Тамбовской губернии было 22 двора русских и 150 жителей (80 мужчин, 70 женщин).
До войны здесь насчитывалось 40 дворов.
В ноябре 1979 года деревня Виноградовка, принадлежавшая Петровскому сельсовету Грязинского района, была включена в состав Грязинского сельсовета того же района, а в июле 1986 года исключена из учётных данных.